# Полани, Майкл
Майкл По́лани (также По́ляни, По́ланьи; англ. Michael Polanyi, венг. Polányi Mihály, при рождении Михай Полачек; 11 марта 1891, Будапешт — 22 февраля 1976, Манчестер) — английский физик, химик и философ.
Наиболее известен своими работами по физической химии и философии науки. Основные работы посвящены химической кинетике и изучению кристаллических структур. Известен как соавтор теории абсолютных скоростей реакций и соотношения Брёнстеда-Поляни. Представитель постпозитивизма, критик позитивизма, автор концепции «личностного (или неявного, молчаливого) знания».

## Биография
Михай родился в еврейской семье, его дед по материнской линии — Ошер Лейзерович (Ассир Лазаревич) Воль (1833 — после 1906) был раввином и выпускником Виленского раввинского училища, в котором он позже работал старшим преподавателем еврейской истории и цензором литературы на идише; публиковался в «Виленском вестнике» и периодических изданиях на древнееврейском языке, занимался переводами талмудических текстов на русский язык[уточнить][уточнить].
Мать Поланьи — Сесилия Воль (1862—1939) — родилась в Вильне. Её после окончания Виленской гимназии отец отправил в Вену, чтобы отдалить от российских социалистических деятелей и предотвратить её арест. Здесь она познакомилась и в 1880 году вышла замуж за Михая Полачека, будущего отца Майкла. Сам он родился в местечке Длха на Орави (ныне Словакия) в богатой еврейской семье выходцев из Унгвара, который тогда, как и Словакия, входил в состав Австро-Венгерской империи.
Михай был пятым ребёнком в семье. Хотя отец Полани участвовал в сооружении значительной части железнодорожной системы Венгрии, в 1899 году он практически обанкротился. В 1904 году за год до его кончины жена и дети приняли протестантизм, в соответствии с проводимой политикой мадьяризации изменив фамилию Поллачек на венгерский лад — Полани (Поланьи).
В молодости был близок к левосоциалистическим кругам. Определённое влияние тогда на братьев Майкла и Карла оказал революционер-народник С. Л. Клячко, с которым после отъезда из Вильны Сесилия Поланьи сохранила близкие отношения, они дружили семьями.
Окончив Будапештский университет, стал доктором медицины в 1913 году. Первую научную статью опубликовал в 19 лет. Изучал химию в Высшей технической школе в Карлсруэ. В 1914—1915 годах — врач в австро-венгерской армии. После «революции астр» в октябре 1918 года занимал должность секретаря министра здравоохранения в правительстве Михая Карои, после провозглашения Венгерской советской республики вернулся в Будапештский университет преподавателем физики. Из-за репрессий режима Хорти был вынужден эмигрировать в Германию, где в 1920—1933 годах работал в Институте физической химии Общества кайзера Вильгельма в Берлине. В 1923 году принял католичество, женившись на Магде Элизабет Кемени. В 1933 году, после прихода нацистов к власти, выехал в Великобританию, где до 1948 года работал профессором химии, а позже до 1958 года — профессором общественных наук в Манчестерском университете; в 1959—1961 годах — в Оксфордском университете.
Его ученик Юджин Вигнер в 1963 году стал лауреатом Нобелевской премии по физике «за вклад в теорию атомного ядра и элементарных частиц, особенно с помощью открытия и приложения фундаментальных принципов симметрии», а его сын Джон Чарлз Полани в 1986 году — по химии «за внесённый вклад в развитие исследований динамики элементарных химических процессов». В 1944 году Полани был избран членом Лондонского королевского общества.
Начиная с 1950-х годов Полани практически оставил научную деятельность в области химии и занялся философией и теологией. С 1961 года в отставке.
С 1962 года жил в США: в 1962—1963 годах работал в Исследовательском центре в Пало-Альто (штат Калифорния), в 1964 г. — профессор теологии в университете Дьюка в Дареме (штат Северная Каролина), в 1965—1966 гг. — в Уэслианском университете в Миддлтауне (штат Коннектикут).
М. Полани присуждены почётные степени Принстона (1946), Лидса (1947), Кембриджа (1969), Абердина (1959) и Нотр-Дама (1965).

## Научная деятельность

### Физическая химия
Основные работы Полани посвящены физической химии, прежде всего химической кинетике и изучению кристаллических структур. С 1914 года занимался проблемами применения законов термодинамики к биологическим системам. В 1915 году предложил теорию полимолекулярной адсорбции. После 1918 года занялся интерпретацией рентгенограмм, которые получались при облучении волокон целлюлозы; показал, что пятна на рентгенограммах возникают от кристаллов, ориентированных вдоль оси волокна. С помощью рентгеноструктурного анализа установил (1921) размер элементарной ячейки целлюлозы.
В 1935 году совместно с Г. Эйрнингом и М. Г. Эвансом создал теорию абсолютных скоростей реакций, включающую метод переходного состояния. Совместно с И. Хориути разработал (1935) молекулярную модель элементарного акта электрохимической реакции.

#### Теория активированного комплекса (Теория переходного состояния)
В 1935 году одновременно Эйрингом, Эвансом и Полани предложен метод теоретического расчета скоростей химических реакций.
Они предположили, что на микро-уровне химическая реакция между началом и завершением претерпевает некое «переходное состояние», при котором образуется неустойчивый «активированный комплекс». Энергия активации — разница начальных потенциальных энергий реагентов и потенциальной энергии переходного состояния.
Основные положения ТАК
1. частицы реагентов при взаимодействии теряют свою кинетическую энергию, которая превращается в потенциальную, и для того чтобы реакция произошла, необходимо преодолеть некий барьер потенциальной энергии — достичь переходного состояния;
2. разница между потенциальной энергией частиц и упомянутым энергетическим барьером и есть энергия активации;
3. переходное состояние находится в термодинамическом равновесии с реагентами, которое устанавливается мгновенно;

Время существования активированного комплекса равно периоду колебания одной молекулы (0.1 пс), поэтому он не может быть обнаружен экспериментально и, соответственно, его нельзя выделить и изучить.

#### Теория полимолекулярной адсорбции
На практике, особенно при адсорбции паров, встречаются изотермы имеющие перегиб, в область адсорбций круто поднимается вверх при высоких давлениях (S — образные), что свидетельствует о взаимодействии адсорбированных слоев молекул с адсорбатом, когда адсорбированные молекулы наслаиваются друг на друга. Для объяснения этого явления и описания S — образных изотерм адсорбции М. Полани в 1915 году предложил теорию.
1. Адсорбция обусловлена физическими силами
2. На поверхности адсорбента нет активных центров, а молекулы удерживаются вблизи поверхности силовым полем
3. Адсорбционные силы действуют на значительном расстоянии, поэтому на поверхности адсорбента существует некоторый адсорбционный объём, по толщине больший, чем размер отдельной молекул
4. Действие адсорбционных сил по мере удаления от адсорбента уменьшается, а на некотором расстоянии прекращается в полимолекулярную адсорбцию, основанную на совершенно иных представлениях.

### Философия науки
Полани приезжал в СССР в 1935 году с лекцией для Наркомата тяжёлой промышленности. В своих мемуарах он рассказал, об эпизоде, когда Бухарин заявил ему, что различие между фундаментальной и прикладной наукой является ошибкой капитализма, и что в социалистическом обществе все научные исследования ведутся по пятилетним планах, как и всё народное хозяйство. Тогда Майкл ответил скептической улыбкой, поскольку в это время в СССР руками Д. Т. Лысенко уже началось политическое преследование генетики в лице академика Вавилова, в результате которого в 1939 году Н. И. Вавилов был арестован.
В 1930-х под влиянием марксистских идей в Великобритании также звучали призывы к централизованному планированию научных исследований, на что Полани публично возражал и отстаивал позицию о наибольшей эффективности свободного развитии науки сообществом специалистов, и о неэффективности стороннего (внешнего) её управления по правительственным планам.
Полани доказывал[кому?][когда?], что взаимодействие между учёными подобно взаимодействию между экономическими агентами на свободном рынке. Подобно тому, как потребители на свободном рынке в условиях конкуренции между производителями устанавливают цены товаров, также и учёные, обходясь без централизованного руководства, определяют истинность теорий.

### Эпистемология
В книге «Наука, вера и общество» (1946) Полани изложил свои возражения против позитивистского понимания науки, указав на недооценку позитивизмом той роли, которую в научной практике играют ошибочные личные взгляды. В книге «Личностное знание» (1958) Полани утверждает, что абсолютная объективность представляет собой ложный идеал, поскольку любые умозаключения базируются на персональных суждениях. Он опровергает идею о механическом установлении истины путём использования научного метода. Любое знание является личностным и по этой причине основывается на индивидуальных суждениях. Отвергнув критическую философию, Полани отстаивает фидуциарный посткритический подход, согласно которому мы полагаем больше, чем можем доказать, и знаем больше, чем можем выразить словами.

### Социальные науки
В результате размышлений о прочитанном и увиденном своими глазами в СССР опубликовал работы «Экономика СССР — основные показатели, система и дух» (в том же году она вышла под названием «Советская экономика — факты и теория» («Soviet Economics — Fact and Theory»), 1935) и «Правда и пропаганда» («Truth and Propaganda», 1936). В 1940 году они вошли в сборник «Презрение к свободе. Российский эксперимент и последствия» («The Contempt of Freedom. The Russian Experiment and After»).

## Семья
Младший сын — Джон Чарлз Полани, лауреат Нобелевской премии по химии.

Старший брат — Карл Поланьи (Полани), известный социолог и экономист.

Племянница — Ева Цайзель, известный скульптор и дизайнер.

## Память об ученом
Юджин Вигнер в своей нобелевской лекции произнёс: «[Майкл Поланьи] учил меня, среди прочего, что наука начинается, когда имеется совокупность явлений, которая показывает некоторую согласованность и закономерности, что наука состоит в усвоении этих закономерностей».
В честь ученого был назван созданный в 1999 году Центр Майкла Поланьи (англ. Michael Polanyi Center, MPC) в частном Университете Бэйлора (Baylor University) в американском штате Техас. Он стал первым исследовательским центром в университете, исключительно посвященном религиозной концепции «разумного замысла». Против существования псевдонаучноого подразделения в университете выступили работавшие в нём учёные, и в результате независимого разбирательства этом религиозный центр был распущен в 2003 году.